# Дом Кушашниковых
Дом (палаты) Кушашниковых — историческое здание в Москве, построенное в XVIII веке. Объект культурного наследия федерального значения. Расположен на Донской улице, дом 33, строение 1.

## История
Дом — одно из первых каменных зданий в районе, его древнейшая часть относится к началу XVIII века, а её планировка характерна даже для XVII века. Здание располагалось напротив церкви Ризоположения, что также говорило о высоком статусе первых владельцев. Семья купцов Кушашниковых, владевшая домом, известна с середины XVIII века. Постройка нового дома с включением объёма прежних палат относится, вероятно, к 1770-1780-м гг., когда было значительно расширено и ткаческое мануфактурное производство Кушашниковых. Территория владения сформировалась к 1793 году, основной усадебный двор при этом выходил к Донской улице, а обширное незастроенное пространство — к Шаболовке. Воспоминания об усадьбе оставил филолог Ф. И. Буслаев, который посещал её в юности, когда ей владела последняя из Кушашниковых. В то время в доме бывал и писатель С. Н. Глинка. В конце 1830-х гг. сменились владельцы участка, и в 1841 году по углам владения возведено несколько двухэтажных жилых зданий. В 1899—1903 гг. со стороны Донской улицы построено здание училища для слепых детей. Все постройки, кроме главного дома, были снесены в 1975 году, на их месте построены современные многоэтажные здания. Дом в XX веке стал частью клуба Текстильного университета им. А. Н. Косыгина.

## Архитектура
Стиль оформления дома отвечает переходу от барокко к раннему классицизму. Дом является редким для Москвы примером такого переходного стиля, который в дальнейшем не подвергался переделкам декора. Главный фасад дома — южный. Торцы дома закрыты поздними пристройками. Среди фасадного декора выделяется мощный белокаменный карниз с чередованием модульонов и сухариков. Окна второго, парадного, этажа оформлены простыми сандриками и подоконными филёнками. Эти детали характерны для классицизма. Они сочетаются с барочными деталями: наличниками с лучковыми перемычками и «ушками», сдвоенными лопатками в простенках. Среди мелких деталей фасада — «серёжки», замки наличников. При реставрациях южного фасада раскрыты следы первоначального декора. В интерьере первого этаже сохранился уникальный позднебарочный декор. Так, парадные сени украшают широкие профилированные ленты на сводах и арках, а арки опираются на белокаменные импосты.

## Галерея
- Часть переднего фасада вблизи входа
- Задний фасад